# HD15811
HD15811 — хімічно пекулярна зоря спектрального класу A1, що має видиму зоряну величину в смузі V приблизно 9,3.
Вона  розташована на відстані близько 623,6 світлових років від Сонця.